# Бейкер, Алан
Алан Бейкер (англ. Alan Baker; 19 августа 1939, Лондон — 4 февраля 2018, Кембридж) — английский математик. Известен своей работой по эффективным методам в теории чисел.
Родился в Лондоне. Степень бакалавра получил в Университетском колледже Лондона, степень магистра и Ph.D. — в Тринити-колледж (Кембридж). В 1970 году, в возрасте 31 года, был награждён медалью Филдса за работу по диофантовым уравнениям. В 1972 году был награждён премией Адамса, в 1973-м избран членом Лондонского королевского общества.
Большую часть времени Бейкер работал в Кембриджском университете. В 1970—71 годах был приглашённым членом Института высших исследований в Принстоне, а в 1974 году — Стэнфордского университета. С 2012 года являлся членом Американского математического общества.
Среди его интересов были теория чисел, диофантов анализ, диофантова геометрия.
Скончался 4 февраля 2018 года.

## Избранные публикации
- Baker, Alan (1990), Transcendental number theory, Cambridge Mathematical Library (2nd ed.), Cambridge University Press, ISBN 978-0-521-39791-9, MR 0422171
- Baker, Alan; Wüstholz, G. (2007), Logarithmic forms and Diophantine geometry, New Mathematical Monographs, vol. 9, Cambridge University Press, ISBN 978-0-521-88268-2, MR 2382891